# Richard Copans
Pour les articles homonymes, voir Copans.
Richard Copans, né le 25 novembre 1947, est un producteur de cinéma, directeur de la photographie et réalisateur français.

## Biographie
Après ses études à l'IDHEC, de 1966 à 1968 (section prise de vues), il devient assistant-opérateur d’Andréas Winding, Philippe Rousselot, Pierre Lhomme et Yann Le Masson de 1969 à 1976. De 1973 à 1978, il est opérateur-réalisateur dans le collectif de cinéma militant d'extrême-gauche Cinélutte, en particulier pour Bonne chance la France !.
En 1978, il fonde Les Films d’ici (GIE) et produit entre autres Journal de campagne et Ananas d’Amos Gitaï.
En 1982, il fonde Les Films du passage avec Paulo Branco, et produit alors une quinzaine de longs métrages.
En 1984, il fonde Les Films d’ici (SARL) avec Yves Jeanneau. Ils produisent de nombreux documentaires, principalement avec La Sept Arte, dont Route One/USA et Point de départ de Robert Kramer, Mémoires d’Ex de Mosco et Check The Changes de Marc Huraux, Arthur Rimbaud, une biographie de Richard Dindo, La vie est immense et pleine de danger et Et la vie de Denis Gheerbrant, Les Moissons de fer de Jean-Claude Lubtchansky et Gérard Rougeron, Les Enfants illégitimes d’Anton Webern de Lilia Ollivier.

## Filmographie

### Réalisateur
- 1981 : L’Heure du laitier (court-métrage de fiction, 20 min)
- 1983 : Soleil noir (film d’animation, 8 min)
- 1985 : Vida Nova (documentaire, 52 min)
- 1984 : Lubat musique, Père et Fils (documentaire, 52 min)
- 1989 : Charles Sterling, un chasseur dans la nuit médiévale (documentaire, 45 min)
- 1991 : Faire du chemin avec... René Char (documentaire, 18 min)
- 1992 : Les Frères des frères (documentaire, 98 min)
- 1993 : Au Louvre avec les maîtres (documentaire, 47 min)
- 2003 : Racines (documentaire, 95 min)
- 2015 : Un amour (roman) (documentaire)
- 2019 : Monsieur Deligny, vagabond efficace (documentaire, 95 min)
- Dans la série Architectures : La villa Dall’Ava, Une maison à Bordeaux, L’école de Siza, Les thermes de pierre, Nemausus I, le Centre Georges-Pompidou, la gare Saint-Pancras, Pierrefonds, le château de l’architecte, les gymnases olympiques de Yoyogi, Le Radisson SAS Royal Hotel à Copenhague, Le couvent de la Tourette de Le Corbusier.
- 2024, Looking for Robert (documentaire, 73'33), sur Robert Kramer.

### Directeur de la photographie
- 1974 : Ce gamin, là et Le Meilleur de la vie de Renaud Victor
- 1977 : Genèse d'un repas de Luc Moullet
- 1980 : Guns de Robert Kramer
- 1980 : Aïnama : Salsa pour Goldman de Frank Cassenti
- 1980 : Ma première brasse de Luc Moullet (INA)
- 1981 : Naissance de Robert Kramer (INA)
- 1981 : Le Dos au mur de Jean-Pierre Thorn
- 1982 : À toute allure de Robert Kramer (sélection officielle, en compétition, Festival de Cannes 1982)
- 1984 : Barres de Luc Moullet

### Cadreur
- 1972 : What a Flash! de Jean-Michel Barjol

### Producteur
- 1988 : La Comédie du travail de Luc Moullet
- 1988 : Essai d'ouverture de Luc Moullet
- 1989 : Les Sièges de l'Alcazar de Luc Moullet
- 1991 : Arthur Rimbaud, une biographie de Richard Dindo
- 1994 : Foix de Luc Moullet
- 1994 : Toujours plus de Luc Moullet
- 1996 : Le Fantôme de Longstaff de Luc Moullet
- 2003 : 24 Passions de Gérard Courant